# Miroslav Mičega
Miroslav Mičega (* 14. října 1968) je bývalý slovenský fotbalista, záložník.

## Fotbalová kariéra
Hrál za Spartak Trnava, FC Svit Zlín, Bohemians Praha, FK Dubnica, FC Rimavská Sobota a Tatran Poštorná. V československé, slovenské a české lize nastoupil celkem v 75 utkáních a dal 2 góly. Ve druhé české lize nastoupil ve 12 utkáních a dal 1 gól.

## Ligová bilance
| Ročník                                   | Zápasy | Góly | Klub               |
| ---------------------------------------- | ------ | ---- | ------------------ |
| 1. československá fotbalová liga 1992/93 | 23     | 0    | Spartak Trnava     |
| Corgoň liga 1993/94                      | 5      | 0    | Spartak Trnava     |
| 1. česká fotbalová liga 1993/94          | 16     | 1    | FC Svit Zlín       |
| 1. česká fotbalová liga 1994/95          | 3      | 0    | Bohemians Praha    |
| Corgoň liga 1996/97                      | 20     | 1    | FK Dubnica         |
| Corgoň liga 1997/98                      | 8      | 0    | FC Rimavská Sobota |
| CELKEM                                   | 75     | 2    |                    |